# Clarissa Larisey
Clarissa Larisey (Ottawa, 2 juli 1999) is een voetbalspeelster uit Canada. Ze speelt als aanvaller voor Houston Dash in de NWSL.

## Clubcarrière
Larisey begon met voetballen op achtjarige leeftijd bij Goulbourn SC. Vervolgens kwam ze in haar geboortestad uit voor West Ottawa SC en Ottawa South United. Larisey was van 2014 tot 2016 onderdeel van het provinciale Team Ontario. Hierna ging ze studeren aan de Universiteit van Memphis en kwam ze tegelijkertijd uit voor het universiteitsteam Memphis Tigers.
In 2018 kwam Larisey met West Ottawa SC uit in de League1 Ontario, waarin ze driemaal keer scoorde in vier optredens. Een jaar later stapte ze opnieuw over naar stads- en competitiegenoot Ottawa South United Op 11 mei van hetzelfde jaar maakte ze voor deze club negen doelpunten in een 13-0 overwinning op North Mississauga SC.
In mei 2021 vertrok ze naar Europa, waar haar eerste club het IJslandse Valur was. Ze tekende een contract voor de duur van een halfjaar bij de club uitkomend in de Úrvalsdeild. Ze debuteerde voor de club op 19 mei 2021 in een wedstrijd tegen ÍBV Vestmanneyjar. Met Valur werd ze in 2021 landskampioen van IJsland.
Hierna vertrok ze naar het Schotse Celtic FC in de Scottish Women's Premier League. Larisey debuteerde in deze competitie op 5 september 2021 in een wedstrijd tegen Aberdeen FC. Ze maakte haar eerste doelpunt op 29 september 2021 tegen Motherwell FC. Op 26 maart 2022 maakte Larisey een doelpunt na 58 seconden tegen Hibernian. Larisey won in haar debuutseizoen in Schotland de League Cup en de Schotse beker met Celtic. Op 11 augustus 2022 maakte ze een hattrick tegen Hibernian WFC. Ten tijde van haar vertrek uit Schotland was ze topscoorster van de Schotse Premier League met twaalf doelpunten in twaalf wedstrijden.
In januari 2023 vertrok Larisey naar het Zweedse BK Häcken in de Damallsvenskan. Met de overstap was een transfersom gemoeid. In een oefenwedstrijd tijdens de voorbereiding maakte ze op 20 januari 2024 haar eerste doelpunt tegen Alingsås IF. Ze maakte haar officiële debuut op 5 maart 2024 in de Zweedse beker tegen Växjö DFF. Larisey maakte op 26 maart 2024 haar debuut in de Damallsvenskan tegen Djurgårdens IF. Ze maakte op 19 mei 2024 een doelpunt en gaf een assist in een 3-0 overwinning op Linköpings FC.
Larisey tekende in januari 2025 een twee en halfjarig contract bij de Londense Super League club Crystal Palace, dat haar voor een onbekende transfersom overnam van BK Häcken. In Londense dienst kwam ze tot slechts negen optredens en wist de degradatie naar hetChampionship niet te voorkomen.
In juli 2025 nam het Amerikaanse Houston Dash, actief in de NWSL, voor een transfersom Larisey over. Ze tekende een contract tot medio 2027.

## Statistieken
| Seizoen | Club              | Land             | Competitie             | Wedstrijden | Doelpunten |
| ------- | ----------------- | ---------------- | ---------------------- | ----------- | ---------- |
| 2021    | Valur             | IJsland          | Úrvalsdeild            | 7           | 2          |
| 2021/22 | Celtic FC         | Schotland        | Schotse Premier League | 8           | 9          |
| 2022/23 | Celtic FC         | Schotland        | Schotse Premier League | 8           | 12         |
| 2023    | BK Häcken         | Zweden           | Damallsvenskan         | 18          | 6          |
| 2024    | BK Häcken         | Zweden           | Damallsvenskan         | 22          | 7          |
| 2024/25 | Crystal Palace FC | Engeland         | Super League           | 9           | 0          |
| 2025/26 | Houston Dash      | Verenigde Staten | NWSL                   | 70          | 0          |
| Totaal  | Totaal            | Totaal           | Totaal                 | 70          | 36         |

Laatste update: 22 juli 2025

## Interlandcarrière
Larisey werd in augustus 2022 voor het eerst geselecteerd voor het Canadese nationale team voor vriendschappelijke wedstrijden tegen Australië. Ze maakte haar debuut op 3 september 2022 door als invalster in te vallen tegen Australië. Voor vriendschappelijke wedstrijd in oktober werd ze opnieuw geselecteerd. Op 6 oktober 2024 gaf Larisey haar eerste assist in een wedstrijd tegen Argentinië. Vier dagen later volgde haar eerste doelpunt in een vriendschappelijke wedstrijd tegen Marokko.